# Joaquim Ros i Bofarull
Joaquim Ros i Bofarull (Barcelona, 1906 - idem, 1991) foi um escultor espanhol. Formado na Escola de Belas Artes com Francesc d'Assís Galí, e em Paris com Pablo Gargallo, participou nas Exposições de Primavera dos anos 1930. As suas obras, de estilo novecentista, tendem à estilização. Colaborou na obra do trono da Virgem de Montserrat para el Mosteiro de Montserrat, e realizou o Monumento a Miquel Biada i Bunyol (1948) em Mataró, cidade onde fez numerosas obras para a igreja paroquial de Santa Maria. Autor da Adoração dos Reis e da Adoração dos Pastores para a Sagrada Família (1981-1982).